# Alexander Collie
Alexander Collie, né le 2 juin 1793 en Écosse, mort le 8 novembre 1835 en Australie, est un chirurgien et naturaliste écossais.

## Biographie
Alexander Collie est chirurgien à bord du H.M.S. Blossom de 1825 à 1828, participe comme naturaliste au voyage du lieutenant Preston en 1829 vers l'Australie, est gouverneur résident à King George Sound en 1831, puis chirurgien à Swan River de 1833 à 1835.
Les illustrations et les notes qu'il prend durant son exploration des côtes occidentales des Amériques permettent à Vigors de rédiger la partie consacrée aux oiseaux dans Zoology of Captain Beechey’s Voyage, 1839.